# Curtis (Spagna)
Curtis è un comune spagnolo di 4 159 abitanti situato nella comunità autonoma della Galizia. Il territorio comunale è bagnato dal fiume Tambre.
La sede comunale è nella località di Teixeiro, il nucleo abitato principale del comune insieme a Curtis.